# K-Projekt
Le projet K est un projet de sous-marin de poche de la Marine allemande.   
Pour la première fois, ce terme est tombé dans le département de la construction du Haut commandement de la marine (OKM) après l'attaque japonaise de Pearl Harbor le 7 décembre 1941, au cours desquels des sous-marins de poche japonais Ko-hyoteki ont été utilisés. 
La coque du projet K était cylindrique et effilée à l’arrière. Pour l'orientation de l'équipage, un petit kiosque était doté de fenêtres d'observation mais sans périscope.  
Après l'achèvement des plans, un prototype remorqué a été construit en 1942 et soumis à divers tests.    
L'armement principal devrait être composé de trois torpilles installées dans des tubes internes au sous-marin.      
Cependant, la Marine impériale japonaise a refusé de partager une documentation technique détaillée de ses sous-marins en violation du pacte tripartite dans lequel les membres de l'Axe s'étaient promis un soutien militaire et technique mutuel en cas de guerre. Le projet K a donc été interrompu. 
Les Allemands reprendront des projets de sous-marins de poche plus tard dans la guerre mais avec des torpilles disposées à l'extérieur. 

## Sources
- Harald Fock: Marine-Kleinkampfmittel. Bemannte Torpedos, Klein-U-Boote, Kleine Schnellboote, Sprengboote gestern – heute – morgen. Nikol, Hamburg 1996,  (ISBN 3-930656-34-5), page 59.